# The World at the End of Time
Lumea de la capătul timpului  (din engleză The World at the End of Time) este un roman științifico-fantastic hard al scriitorului american Frederik Pohl. A apărut la 1 iunie 1990 la editura Del Rey. Prezintă povestiri paralele despre o inteligență umană și despre o inteligență  bazată pe plasmă, care reușesc să supraviețuiască până aproape de moartea termică a Universului. Cartea este o lucrare combinată de cosmologie speculativă și de colonizare a spațiului.

## Prezentare
World at the End of Time descrie povestea unui tânăr născut pe Pământ, Viktor Sorricaine, aflat într-o expediție de colonizare a unui sistem stelar îndepărtat. Coloniștii sunt înghețați pentru a supraviețui călătoriei de lungă durată printre stele. Oamenii de pe Pământ sau coloniștii din nave nu știu că stelele din jurul lor sunt locuințele unor creaturi imense din plasmă care trăiesc foarte mult (practic nemuritoare). Acestea nu cunosc și nu au niciun interes față de activitățile unor creaturi materiale nesemnificative ca oamenii.
Wan-To, una dintre cele mai vechi și mai puternice creaturi din plasmă, este angajată într-un război. După crearea unor copii personale ale sale, Wan-To ajunge într-un joc de șah mortal cu aceștia. "Masa de joc" este întreaga galaxie, iar armele sunt însăși stelele. Fiecare stea poate găzdui un "copil" inamic; folosind o varietate de particule exotice, Wan-To este capabil să facă ca o stea pe care a țintit-o să se aprindă și să omoare orice inamic care ar putea trăi în ea.
În mijlocul acestui câmp de luptă, cele trei nave-colonii umane  (Ark, New Mayflower și Argosy) se îndreaptă spre noua lor casă fără să știe nimic din toate acestea. La sosire, colonia începe să se stabilească ... doar pentru a descoperi că întregul lor grup local de stele pare să sufere o accelerație bizară și își micșorează luminozitatea. După izbucnirea unei boli dezastruoase și a eșecurilor de terraformare, coloniștii disperați decid în cele din urmă să investigheze emisiile ciudate de radiații dintr-o lume mică din sistemul lor solar. 
La sosirea pe orbită, nava lor este grav avariată și Viktor este forțat să scoată sistemele de congelare de la bord. Ei sunt salvați și dezghețați patru sute de ani mai târziu de ceilalți care au întemeiat o colonie între timp. Dar  colonia se află într-o situație și mai disperată. Steaua planetei pe care a fost întemeiată colonia și-a redus considerabil strălucirea (datorită energiei care a fost sustrasă pentru a accelera procesul) și acum călătoresc atât de repede încât, din cauza efectelor relativității, universul din jurul lor s-a diminuat până a ajuns ca un punct luminos. Colonia  s-a împărțit în mai multe fracțiuni și a devenit foarte religioasă, descurajând cercetarea științifică.
Viktor ajunge să fie înghețat din nou după ce investighează cauza mișcării accelerate. Este trezit peste patru mii de ani, pentru a descoperi că descendenții îndepărtați ai coloniei și-au reconstruit societatea într-un habitat închis care orbitează steaua slab strălucitoare (o pitică cenușie) și au creat o civilizație de înaltă tehnologie dedicată plăcerilor și confortului. În cele din urmă, își croiește drum către fosta colonie pentru a găsi doar câțiva coloniști neînghețați dispuși să reconstruiască colonia.  Statutul său unic de om născut pe "vechiul Pământ" aduce multă publicitate eforturilor acestora, iar reconstrucția coloniei face rapid progrese.
În timpul celor patru mii de ani în care Viktor a fost înghețat, sistemul stelelor și-a încetinit mișcarea din nou. După ce a trecut mult timp, din universul odinioară tânăr a rămas stele pe moarte și găuri negre, cu Wan-To supraviețuind cu disperare din cauza energiei provocate de dezintegrarea protonilor. Wan-To primește o transmisie tahionică de la sistemele sale de mult timp uitate și face pregătiri pentru a se deplasa către aceste stele ultimele - care au supraviețuit - crezând că acele mici creaturi materiale care locuiesc în sistem sunt irelevante și pot fi distruse dacă îl irită prea tare.